# Bearded Collie
Bearded Collie este o rasă de câini din Scoția. Se mai numește „Beardie”. Este una dintre cele mai vechi rase din Marea Britanie. Această rasă de câini există de secole întregi, fiind utilizați ca și ajutoare pentru fermieri. Din păcate, fermierii au ținut această rasă în picioare cu singurul scop de a îndeplini activitățile de la fermă, fără să țină niciun fel de înscrisuri în legătură cu ei. Totuși, se crede că un negustor polonez în vizită în Scoția a dat la schimb pe niște mărfuri, o pereche de Ciobănești Polonezi Lowland. Este foarte posibili ca acești doi câini să fie încrucișați cu ciobăneștii locali, moment în care a apărut această rasă, Bearded Collie.

## Istorie

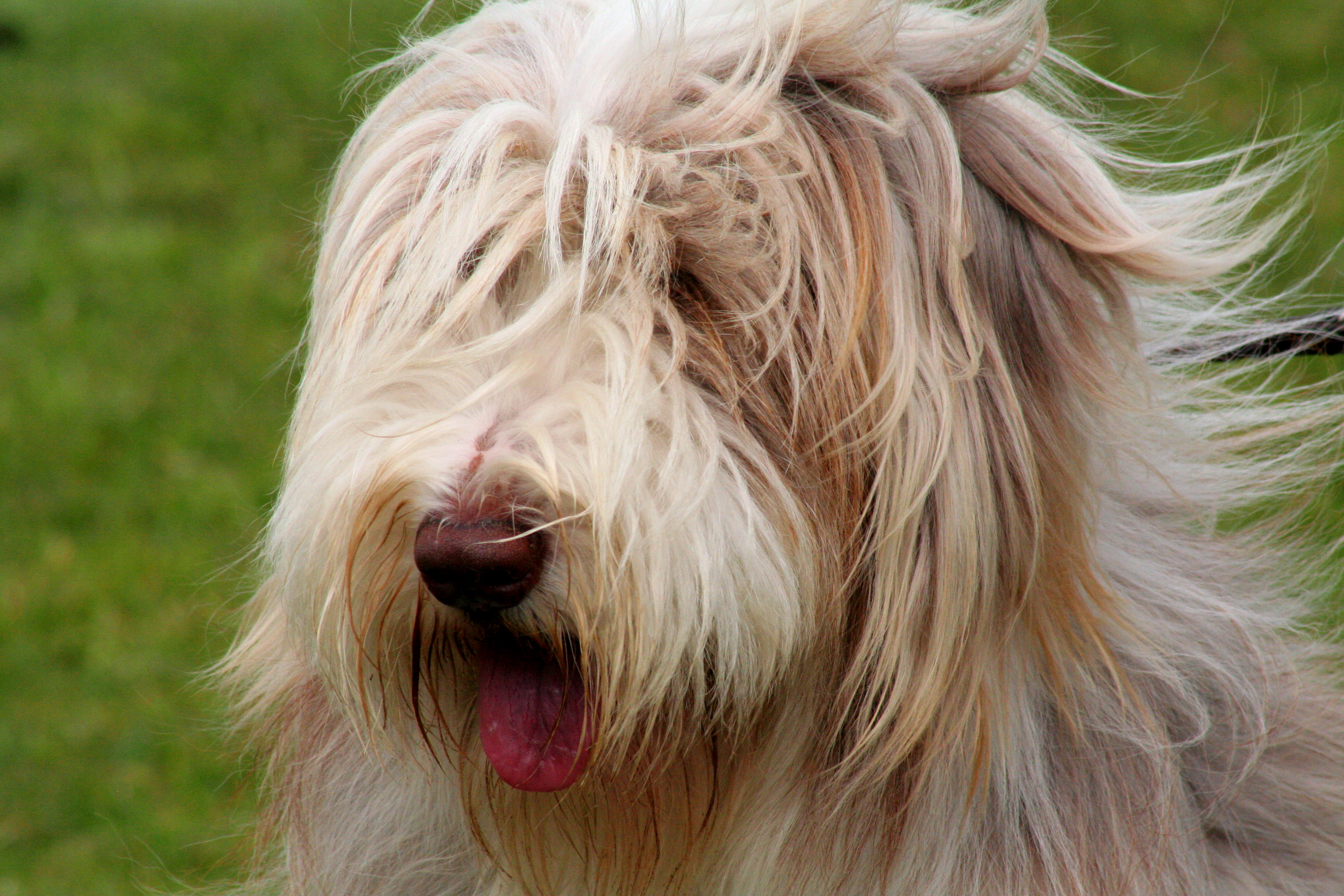
Capul unui Bearded Collie.

Rasa este foarte veche, descendentă a câinilor ciobănești europeni (Lawland) și  britanici. În anii 40 a ajuns la limita dispariției, dar a fost salvată la sfârșitul anilor 60 în America de Nord. În anii 1771 și 1772 au apărut primele portrete care conțineau această rasă. Unul era făcut de Thomas Gainsborough și celălalt a fost pictat de către Joshua Reynolds. De asemenea, o descriere a acestei rase a fost publicată în anul 1818 într-o ediție a publicației Live Stock. La finalul erei victoriene, Bearded Collie devenise o rasă populară ca capacități lucrative și câine de expoziții și concursuri. Totuși, aceștia nu au avut un club al lor și nici nu le-a fost oferită o descriere standard. Cu simplitate, rasa a fost menținută de către fermieri și de către ciobanii care aveau nevoie de un paznic de încredere și de un câine care să lucreze. După cel de-al Doilea Război Mondial, G.O. Willison a fost cel care a început să pregătească rasa Bearded Collie pentru spectacole și pentru concursuri. De asemenea, în anul 1955 a pus bazele primului club al rasei. Acesta a fost momentul care a dus la popularizarea rasei, ajungând totodată și în America, în apropierea anilor 1960. Abia în anul 1969 a crescut îndeajuns interesul față de această rasă în America, moment în care s-a și înființat un club al Bearded Collie.

## Descriere fizică

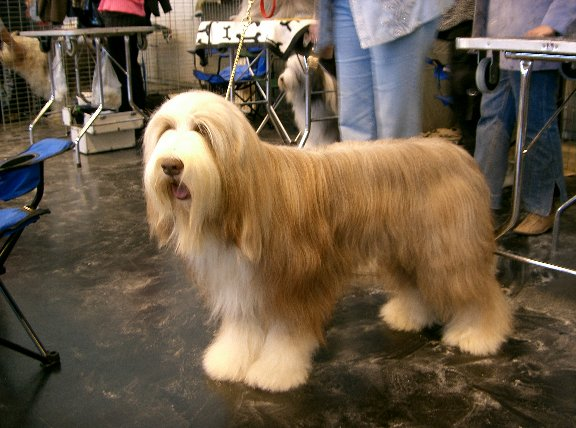
Un Bearded Collie.

Este un câine de dimensiuni medii cu corp lung și subțire, musculos, dar nu greoi. Are o siluetă foarte frumoasă. Capul este masiv, lat, proporțional cu corpul cu un bot puternic, pătrat. Urechile de lungime medie atârnă pe lângă cap și sunt acoperite cu păr lung. Ochii sunt mari, ușor oblici, strălucitori, expresivi. Coada de lungime medie este acoperită cu păr lung și o poartă în poziție joasă în repaus și în sus, dar nu peste nivelul spatelui, în stare de alertă. Corpul este acoperit cu un strat inferior de puf des și mătăsos și cu un strat extern format din păr lung, neted și destul de aspru. Părul de la bărbie are o lungime moderată însă se lungește spre piept, formând un fel de barbă (de unde și numele). Labele sunt acoperite cu păr și între degete. Culoarea părului poate fi cărămizie, roșcată, maronie cu sau fără pete albe sau de culoarea nisipului. Culoarea ochilor și a nasului sunt complementare culorii părului.

## Personalitate
Este un câine vioi, sprinten, inteligent, curajos, eficient in activitatea lui. Are un caracter echilibrat care îi permite să se acomodeze ușor cu toate sarcinile. Este blând, afectuos și devotat stăpânului, un partener plăcut de joacă pentru copii. Se înțelege bine cu alți câini sau alte animale din gospodărie, chiar și cu străinii. Această rasă are nevoie de exerciții, atât fizice cât și mentale. Le place să alerge, să se joace cu mingea, plimbările lungi, chiar și înotul.

## Întreținere

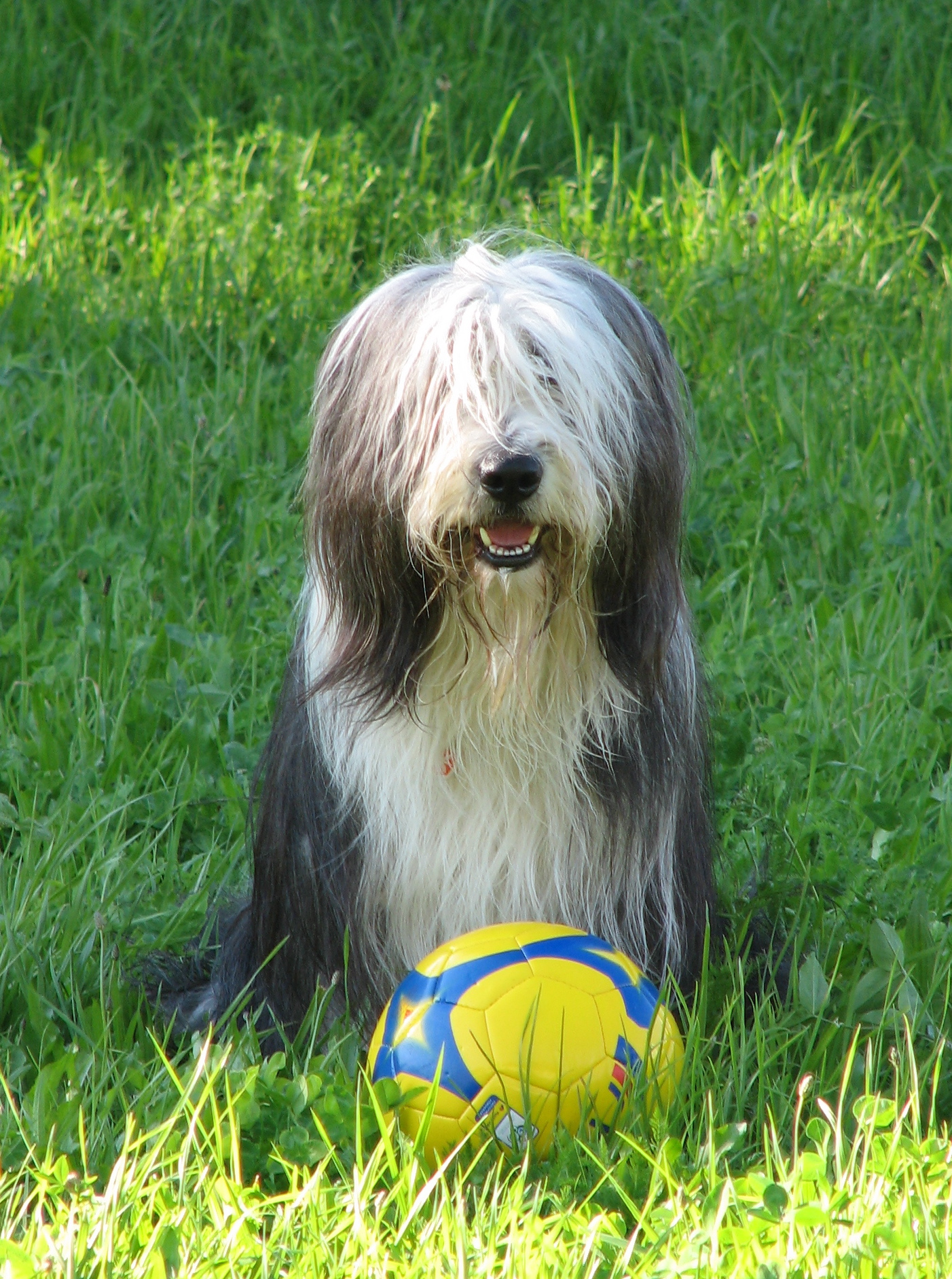
Un Bearded Collie jucându-se cu o minge.

### Îngrijire
Are nevoie de un periaj intens și des (de câteva ori pe săptămână). Când blana este udă și plină de noroi, se perie după ce se usucă. Se înlătură părul în exces dintre pernuțele de la picioare.

### Boli
Bolile specifice ale acestei rase sunt: glaucomul, luxația paterală, boala capului femural, displazia de șold și de umăr, alergii, atrofia retinală progresivă și disfuncții tiroidiene.

### Condiții de viață
Se simte bine într-o familie activă, este dornic de multă mișcare și activitate pentru a nu se plictisi și a nu produce stricăciuni. Poate trăi atât în mediul rural cât și la oraș. Este indicat persoanelor cu puțină experiență în creșterea câinilor.

### Dresaj
Se dresează ușor pentru că este un câine inteligent și învață repede. Se obțin rezultate mai bune dacă se abordeaza o metodă mai blândă, cu nuanțe jucăușe. Trebuie dresat de mic pentru a transforma caracterul exuberant specific rasei într-un  caracter temperat, docil. Se descurcă bine la competițiile de agilitate.

## Utilitate
Este folosit la paza turmelor, fiind totodată un bun și plăcut câine de companie, care face pe mulți iubitori ale acestei rase să treacă peste unele incoveniențe legate de întreținerea frumosului păr.

## Caracteristici
- Înălțime: Masculii au înălțimea de 53-56 cm, iar femelele – 51-55 cm
- Greutate: Masculii au greutatea de 20-27 kg, iar femelele – 18-24 kg
- Durata de viață: 12-14 ani
- Capacitate de naștere: 4-12 pui